# Аншиета (Эспириту-Санту)
Аншиета (порт. Anchieta) — муниципалитет в Бразилии, входит в штат Эспириту-Санту. Составная часть мезорегиона Центр штата Эспириту-Санту. Входит в экономико-статистический микрорегион Гуарапари. Население составляет 22 311 человек на 2006 год. Занимает площадь 404,882 км². Плотность населения — 55,1 чел./км².

## История
Город основан 15 августа 1869 года.

## Статистика
- Валовой внутренний продукт на 2003 составляет 835.522.294,00 реалов (данные: Бразильский институт географии и статистики).
- Валовой внутренний продукт на душу населения на 2003 составляет 40.028,86 реалов (данные: Бразильский институт географии и статистики).
- Индекс развития человеческого потенциала на 2000 составляет 0,785 (данные: Программа развития ООН).

## География
Климат местности: тропический.

## Известные жители
- Жозе ди Аншиета — писатель, иезуитский миссионер испанец, Апостол Бразилии (XVI в.).